# Dušan Makavejev
Dušan Makavejev (serbisk kyrilliska: Душан Макавејев), född 13 oktober 1932 i Belgrad i dåvarande Jugoslavien, död 25 januari 2019 i Belgrad, var en serbisk filmregissör och manusförfattare känd bland annat för banbrytande jugoslaviska filmer från slutet av 1960-talet och början av 1970-talet. Den mest framgångsrika av dessa filmer var W.R. – Kroppens mysterier (1971), en politisk satir där Makavejev svarade för både manus och regi. I Sverige regisserade han filmen Montenegro eller Pärlor och svin (1981) och i Australien The Coca-Cola Kid (1985).

## Genombrott
Makavejev gifte sig 1964 med Bojana Marijan som senare svarade för musiken i kultfilmen W.R. Makavejevs första långfilm var Čovek nije tica (Människan är ingen fågel, 1965) med Milena Dravić i huvudrollen. De tre första långfilmerna gjorde redan Makavejev till en internationellt uppskattad regissör men det stora genombrottet[källa behövs] kom 1971 med den fjärde, W.R., som bannlystes i Jugoslavien av både sexuella och politiska orsaker. År 1970 var Makavejev med i juryn på Filmfestivalen i Berlin. Det var just i Berlin som hans tredje film Nevinost bez zastite hade belönats med Silverbjörnen Grand prix år 1968.

## Exil och återkomst till Jugoslavien
Makavejev tillbringade en längre tid i exil som resulterade i tre filmer. Den första av dessa Sweet Movie fastnade i censuren i många länder på grund av explicita sex- och urineringsscener. Montenegro och The Coca-Cola Kid är mera konventionella till sin natur; båda räknas till avantgardisten Makajevevs mest lättillgängliga filmer. År 1988 återvände han till Jugoslavien och gjorde filmen Manifesto där han använde som förlaga till berättelsen Émile Zolas novell För en kärleksnatt (Pour une nuit d'amour, 1896).